# Убийство Евгения Кушнарёва

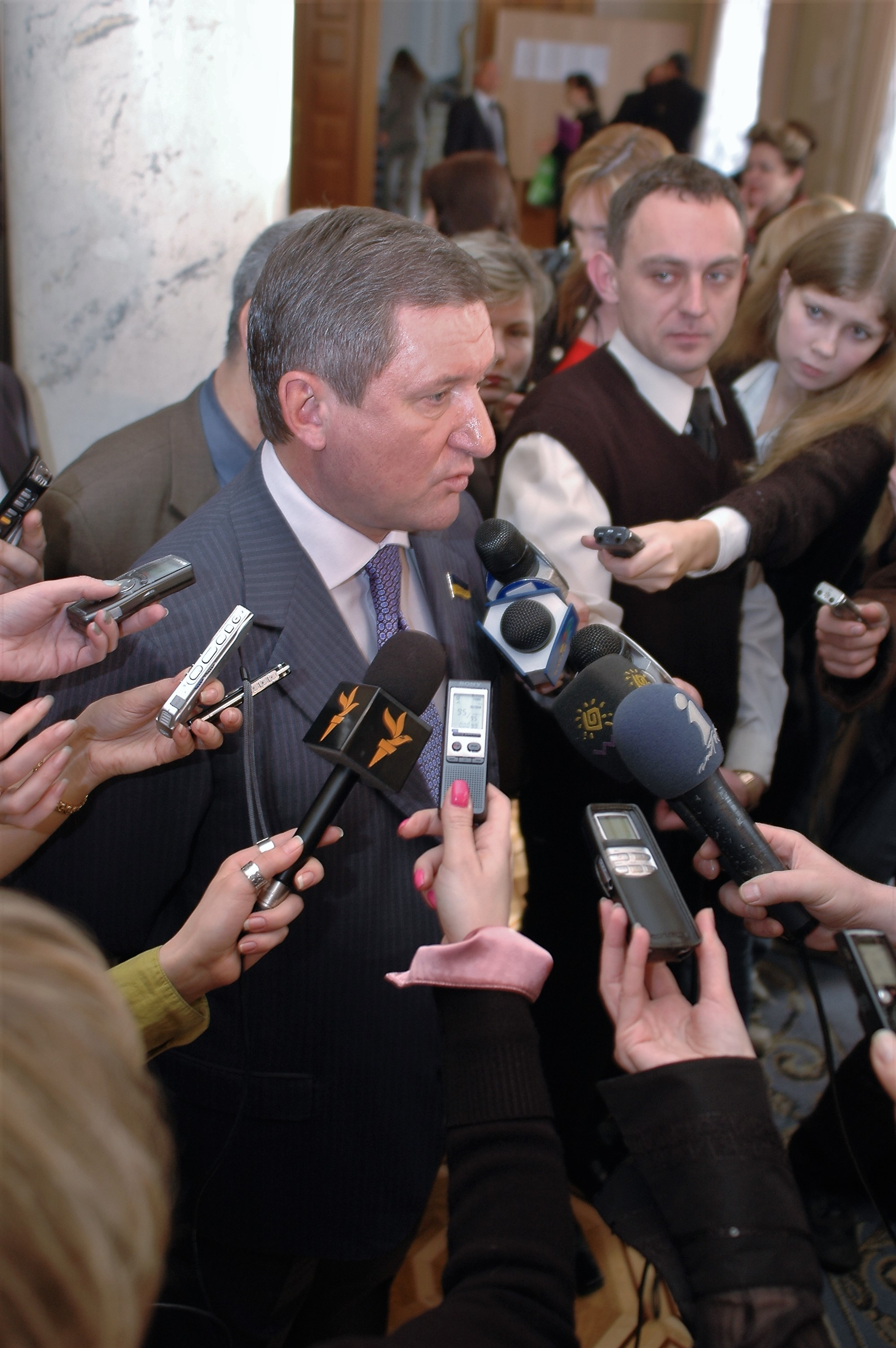
Одна из последних прижизненных фотографий Кушнарёва, 12 января 2007 года, за 4 дня до убийства

Убийство украинского политика и государственного деятеля Евгения Кушнарёва произошло 16 января 2007 года, когда он был ранен выстрелом во время охоты около села Красный Шахтёр Изюмского района Харьковской области. Ранение оказалось смертельным, и Кушнарёв, не приходя в сознание, умер на следующий день, 17 января, в городской больнице города Изюм, куда был доставлен после ранения.
По различным мнениям, убийство Евгения Кушнарёва сильно отразилось на дальнейшем развитии политических, общественных и экономических событий на Украине, «Партии регионов», Харьковской области. После убийства озвучивались разные версии его смерти: от несчастного случая до политического убийства.
Дело об убийстве Евгения Кушнарёва было закрыто Верховным судом Украины 9 сентября 2009 года.

## Убийство
16 января 2007 года Евгений Кушнарёв получил огнестрельное ранение во время охоты, на которую он выехал по приглашению хозяев изюмских угодий — семьи Завальных, и находился на охоте в группе однопартийцев и коллег, точный перечень которых неизвестен. Также неизвестны точные обстоятельства получения смертельного ранения.

### Борьба за жизнь
Игорь Шурма, директор департамента здравоохранения и социальных вопросов, заявил, что борьба медиков за жизнь Евгения Кушнарёва являлась высокопрофессиональной и оперативной работой.
Кушнарёву в процессе реанимации сделали операцию, в результате которой удалили часть кишечника и одну почку, раздробленную пулей. Консилиум врачей трактовал ранение Кушнарева как несовместимое с жизнью.

### Смерть
17 января Евгений Кушнарев, не приходя в сознание, скончался в изюмской больнице. Официальное заявление о смерти Кушнарёва огласил главный врач-анестезиолог Украины Феликс Глумчер. В заявлении указывалось, что Евгений Кушнарёв умер в 13:45 по киевскому времени вследствие остановки сердца.

## Расследование
Сразу после убийства было начато расследование, ход которого широко освещался средствами массовой информации.
В декабре 2007 года прокуратура Харьковской области предъявила обвинение помощнику народного депутата Дмитрия Шенцева — Дмитрию Завальному, который являлся участником охоты, где был смертельно ранен Евгений Кушнарёв, по части 1 статьи 119 Уголовного кодекса Украины «убийство по неосторожности». По версии следствия, выпущенная им из карабина пуля срикошетила в Евгения Кушнарёва. Кроме того, Завальному было предъявлено обвинение по части 1 статьи 263 «незаконное ношение огнестрельного оружия». 15 мая 2009 года Апелляционный суд Харьковской области удовлетворил ходатайство Дмитрия Завального об амнистии. Дело об убийстве Евгения Кушнарёва было закрыто Верховным судом Украины 9 сентября 2009 года.
Семья и родные Евгения Кушнарёва, а также их адвокат считают, что Дмитрий Завальный не совершал этого преступления, и называют убийство умышленным.
Василий Киселёв, Наталия Витренко, Виктор Янукович называли убийство неслучайным.

## Последствия

### Оценки «по горячим следам»
Непосредственно после убийства Евгения Кушнарёва ряд политологов заявили, что это является большой потерей для Партии регионов. Виктор Янукович также подтвердил, что Кушнарёв не может быть никем заменён.

### Оценки по прошествии времени после убийства
Виль Бакиров, ректор Харьковского университета им. В. Н. Каразина, выразил мысль, что смерть Кушнарёва «сильно отразилась на развитии политических, общественных и экономических событий».
Михаил Добкин, городской голова Харькова, высказал мнение, что если бы Кушнарёв не был убит, он бы не допустил досрочного роспуска Верховной рады Украины, произошедшего в апреле 2007 года. Политик
Тарас Черновол, считал, что его отец и Евгений Кушнарёв являлись двумя основными идеологами Украины, и после смерти обоих — страна оказалась в тупике.
Василий Салыгин, глава Харьковского областного совета, накануне годовщины убийства Кушнарёва, 16 января 2008 года, предположил, что правительство Тимошенко пользуется отсутствием авторитета Евгения Петровича.
Русский поэт и прозаик Станислав Минаков в 2021 году назвал преждевременную смерть Евгения Кушнарёва огромным по своим последствиям событием для Украины. «Если бы этот выдающийся человек не был устранён из жизни столь безвременно, 2014-й и другие годы были бы прожиты страной иначе» — написал автор.

### Мнения политологов согласно опросу института Горшенина в январе 2011 года
По инициативе харьковского филиала института Горшенина в январе 2011 года были собраны мнения политологов о роли Кушнарёва в истории Харьковской области и Украины в целом.
Политолог Владимир Никитин высказал мнение, что последняя публикация Кушнарева в январе 2007 года была посвящена поиску украинской национальной идеи.
Политолог Владимир Малинкович заключил, что трагедия смерти Евгения Кушнарева состояла в том, что Кушнарев именно сейчас как никто другой был бы нужен стране.
Политолог и журналист Дмитрий Губин высказал мнение, что у Кушнарёва присутствовала стройная система взглядов на жизнь Харькова, и выразил сожаление, что среди действующих на Украине политиков на настоящий момент мало людей, «способных не просто продолжать это наследие, но и грамотно его артикулировать».
Депутат Андрей Логвиненко сказал, что со смертью Кушнарёва ушла целая эпоха управления Харьковской областью, а Партия Регионов в лице Кушнарёва потеряла высокоинтеллектуального, прошедшего серьёзную управленческую школу публичного политика.
Российский геополитик Константин Затулин заявил, что смерть Кушнарёва была закономерной. Согласно его словам, смерть Кушнарева была «и вовремя, и невовремя, перед очередным этапом, когда нужно было принимать решение».

## В литературе
После парламентских выборов 2006 года Кушнарёв начал работать над книгой «Выборы и вилы».
В 2009 году украинский писатель Андрей Кокотюха написал детективный роман об убийстве Евгения Кушнарёва. В романе писатель моделирует ситуации, которые могли предшествовать гибели политика.